# Gilberto Galdino dos Santos
Gilberto Galdino dos Santos, noto soprattutto con lo pseudonimo Beto (Recife, 20 novembre 1976), è un ex calciatore brasiliano, di ruolo centrocampista.